# Pseudonemasoma femorotuberculatus
Pseudonemasoma femorotuberculatus är en mångfotingart som beskrevs av Henrik Enghoff 1991. Pseudonemasoma femorotuberculatus ingår i släktet Pseudonemasoma och familjen Pseudonemasomatidae. Inga underarter finns listade i Catalogue of Life.